# Saint-Pierre-des-Bois
Saint-Pierre-des-Bois ist eine französische Gemeinde mit 225 Einwohnern (Stand: 1. Januar 2022) im Département Sarthe in der Region Pays de la Loire. Die Gemeinde gehört zum Arrondissement La Flèche und zum Kanton Loué. Die Bewohner werden Pétrobuxiens und Pétrobuxiennes genannt.

## Geografie
Saint-Pierre-des-Bois liegt etwa 25 Kilometer westsüdwestlich von Le Mans in der historischen Provinz Maine. Umgeben wird Saint-Pierre-des-Bois von den Nachbargemeinden Saint-Christophe-en-Champagne im Norden, Vallon-sur-Gée im Osten und Nordosten, Chantenay-Villedieu im Süden, Osten und Westen sowie Saint-Ouen-en-Champagne im Nordwesten.

## Bevölkerungsentwicklung

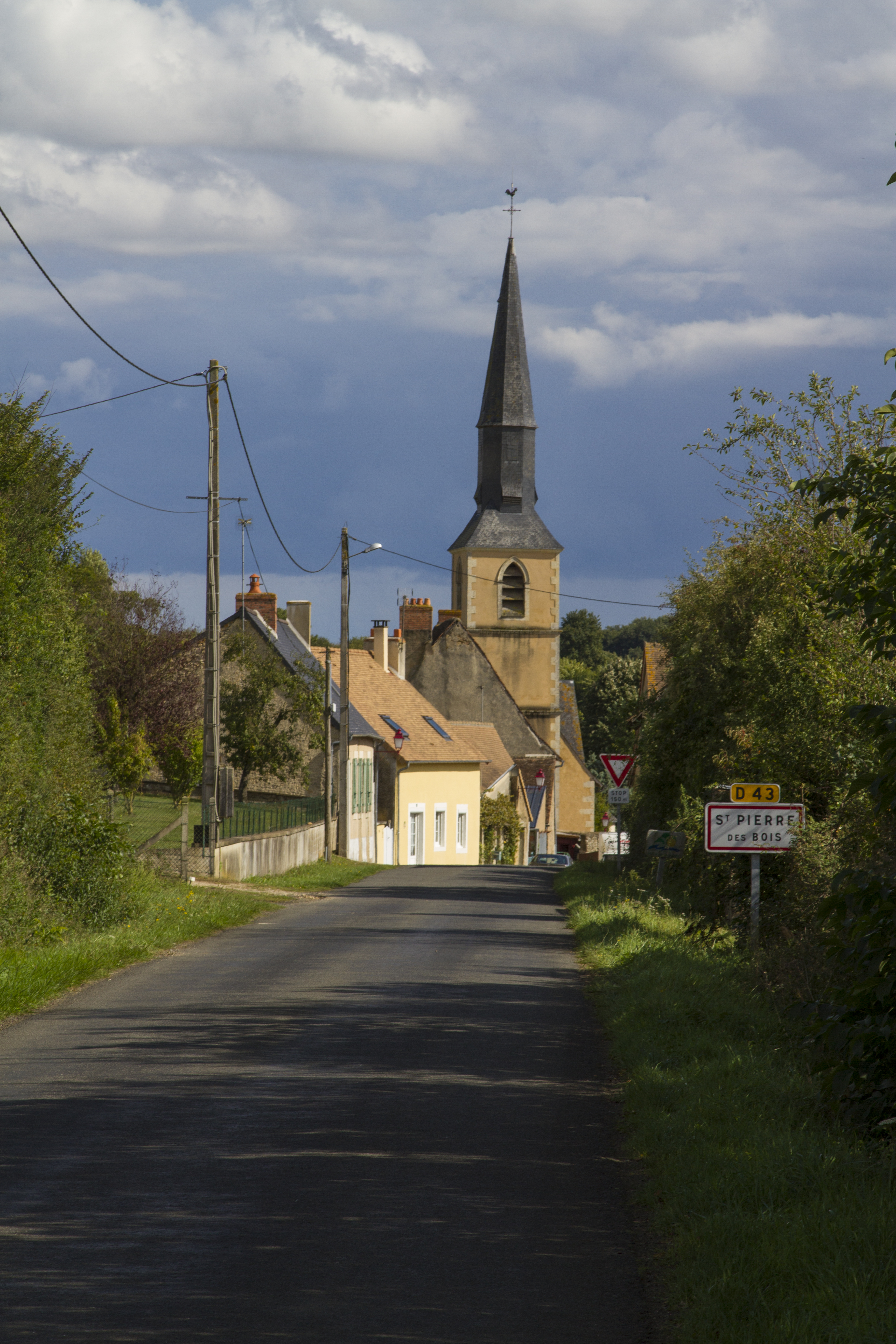
Ortseingang mit Kirche Saint-Pierre

| 1962                       | 1968 | 1975 | 1982 | 1990 | 1999 | 2006 | 2013 | 2020 |
| -------------------------- | ---- | ---- | ---- | ---- | ---- | ---- | ---- | ---- |
| 276                        | 240  | 184  | 158  | 131  | 151  | 192  | 232  | 232  |
| Quellen: Cassini und INSEE |      |      |      |      |      |      |      |      |

## Sehenswürdigkeiten
- Kirche Saint-Pierre